# ساشا ماتيتش (لاعب كرة قدم)
ساشا ماتيتش (بالسويدية: Sasa Matic)‏ هو لاعب كرة قدم سويدي في مركز الهجوم، ولد في 25 سبتمبر 1993 في السويد. لعب مع نادي يورغوردينس.

## وصلات خارجية
- ساشا ماتيتش (لاعب كرة قدم) على موقع اتحاد السويد (السويدية)
- ساشا ماتيتش (لاعب كرة قدم) على موقع قاعدة بيانات كرة القدم.إي يو (الإنجليزية)
- ساشا ماتيتش (لاعب كرة قدم) على موقع Soccerway.com (الإنجليزية)